# 凱文·普朗克
凱文・奧黛特・普朗克（英語：Kevin Audette Plank，1972年8月13日—），是美國企業家。Under Armour創辦人兼執行長。截至2021年10月，他的淨資產估計為18億美元。

## 早期生活
普朗克是在華盛頓特區郊區馬里蘭州肯辛頓長大的羅馬天主教徒。他是威廉·普朗克和傑恩·普朗克（娘家姓哈珀）的五個兄弟中最小的一個。他的父親是馬里蘭州一位知名的土地開發商，而他的母親則曾擔任肯辛頓市市長，後來在羅納德·裡根總統的領導下領導了美國國務院立法和政府間事務辦公室。
普朗克在楓林體育協會（Maplewood Sports Association）成長期間踢青少年橄欖球，并且他所在的Maplewood團隊曾在Under Armour的廣告中露面。由於學業成績不佳和行為問題，他離開了著名的天主教學校喬治城預科學校，之後在1990年從另一所天主教學校聖約翰學院高中畢業。隨後，他在福克聯盟軍事學院踢了一年橄欖球，試圖引起NCAA一級學校的注意，但沒有被頂級大學的橄欖球項目招募。
然而，他最終進入了馬里蘭大學帕克分校並加入了該校的球隊。他在1996年畢業，獲得了工商管理學士學位。
在大學期間，普朗克的室友是足球運動員兼職業摔跤手達倫·德羅茲多夫。1999年，德羅茲多夫在一場場內事故中四肢癱瘓，之後普朗克親自出資購買了他定制的輪椅。

## 個人生活
普蘭克於2003年與黛絲瑞·葛森（Desiree Guerzon）結婚，並育有兩個孩子。他們目前居住在馬里蘭州盧瑟維爾。根據2018年2月的《福布斯》估計，他的淨資產達到了18億美元。
在搬到盧瑟維爾之前，他曾居住在華盛頓特區的喬治敦區。當他出售他的故居時，該房屋被視為華盛頓特區市場上最昂貴的房屋。

## 外部連結
- C-SPAN內的頁面（英文）